# 亞省面面觀
《亞省面面觀》是加拿大新時代電視製作的節目，逢星期日於多倫多及溫哥華時間晚上六時三十分、卡加利時間晚上七時三十分播出。該節目介紹亞伯特省過去一週的社區大事、華人社區消息及活動，也會播出每週亞省電視選輯。

## 外部連結
- 亞省面面觀